# Birka
În timpul Erei Vichinge, Birka, situată pe insula Björkö (ad literam: "Insula Birch") din Suedia, a reprezentat un important centru comercial, care se ocupa de bunurile provenind din Scandinavia, cât și Europa Centrală și de Est, și din Orient. Björkö este sitată pe lacul Mälaren, la 30 km vest față de Stockholm, în subjurisdicția Ekerö. Siturile arheologice de la Birka și Hovgården, de pe insula vecină Adelsö, formează un complex arheologic ce ilustrează rețelele comerciale elaborate dezvoltate de vichingi și influența acestora asupra istoriei ulterioare a Scandinaviei. Considerat cel mai vechi oras din Suedia, Birka (împreună cu Hovgården) fac parte din Patrimoniul Mondial UNESCO încă din 1993.